# Orzesznik drobnoowockowy
Orzesznik drobnoowockowy, orzesznik czerwony, hikora czerwona (Carya ovalis (Wangenh.) Sarg.) – gatunek drzewa należącego do rodziny orzechowatych. Występuje naturalnie w Ameryce Północnej od Massachusetts po Missouri w Stanach Zjednoczonych.

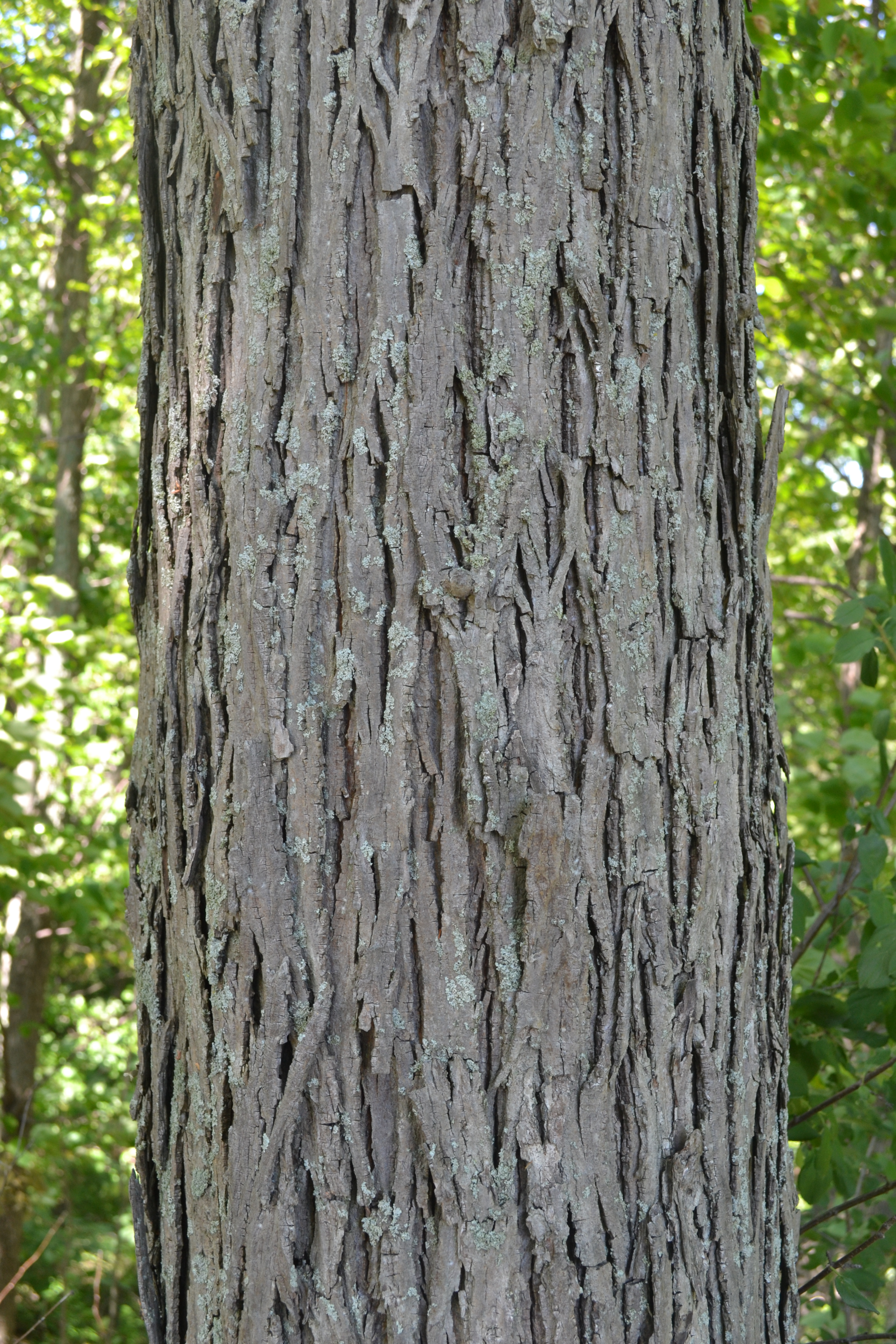
Kora dorosłego drzewa

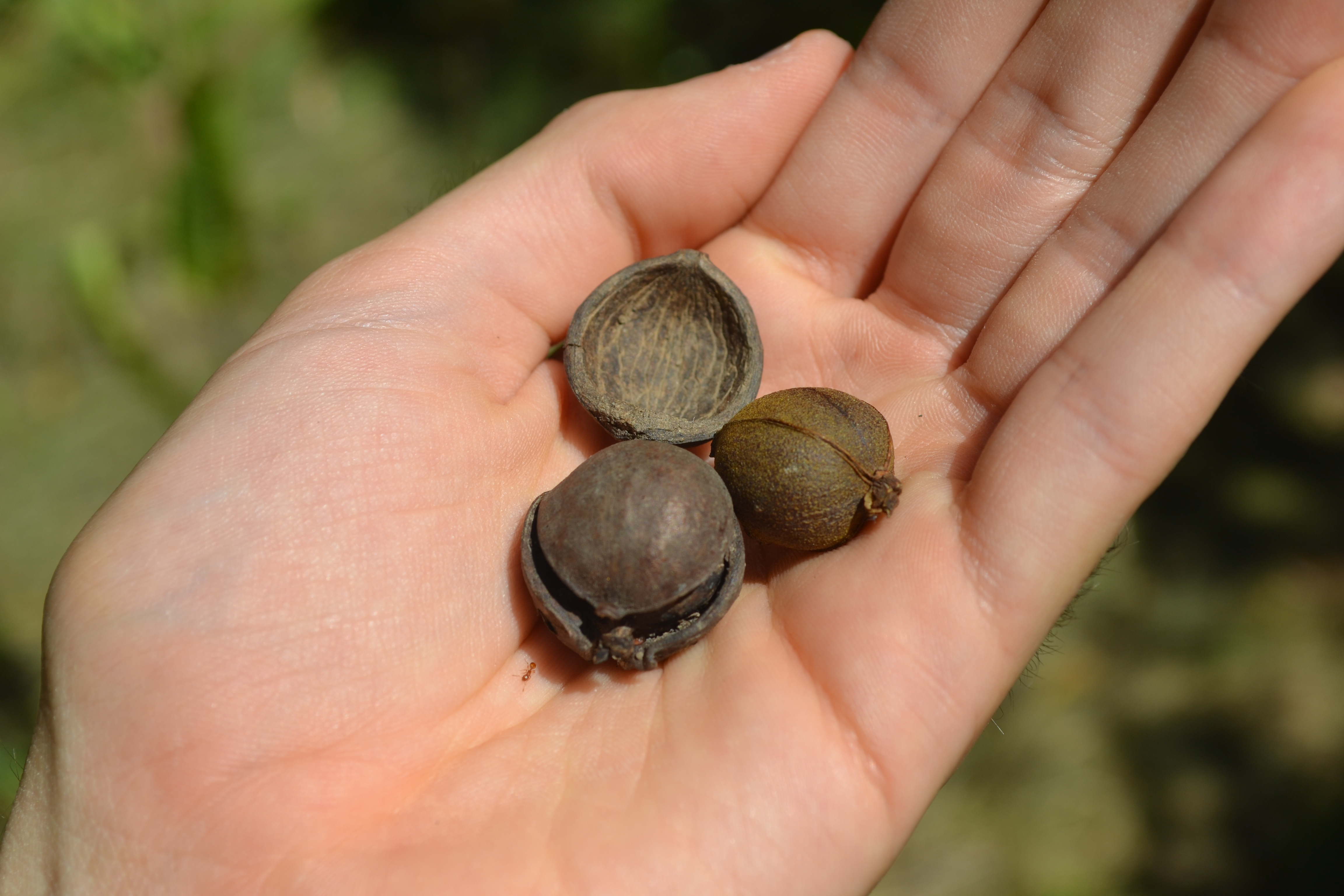
Owoce

## Morfologia
PokrójDrzewo dorastające do 30 m wysokości.
KoraKora u starszych drzew jest postrzępiona.
PędyPędy są sztywne i mają czerwonawą barwę. Młode są lekko omszone, lecz później stają się gładkie.
LiścieLiście nieparzystopierzaste składające się najczęściej z 7 listków. Z wierzchu są nagie. Młode listki od spodu są omszone, lecz później także stają się nagie.
KwiatyZebrane w kotki. Pojawiają się w kwietniu i maju.
OwocePestkowce.